# اندیس کویر آباد
کویر آباد یک اندیس فلزی است که در حوالی شهر رفسنجان استان کرمان قرار دارد و مادهٔ معدنی موجود در آن، مس است.